# 日本製鉄名古屋製鉄所

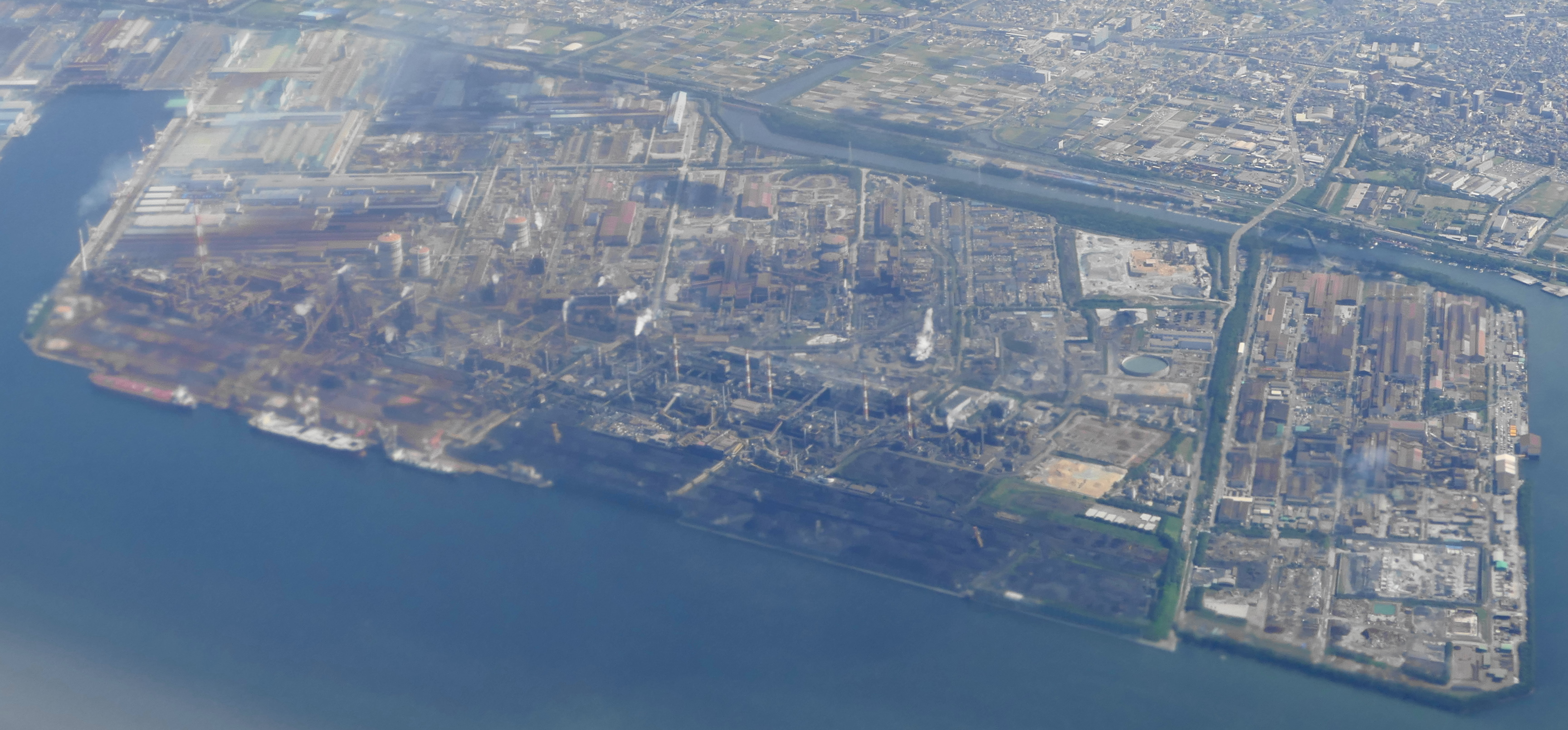
全景（2015年9月）

日本製鉄名古屋製鉄所（にっぽんせいてつなごやせいてつじょ）は、愛知県東海市東海町5-3にある日本製鉄の製鉄所である。

## 概要

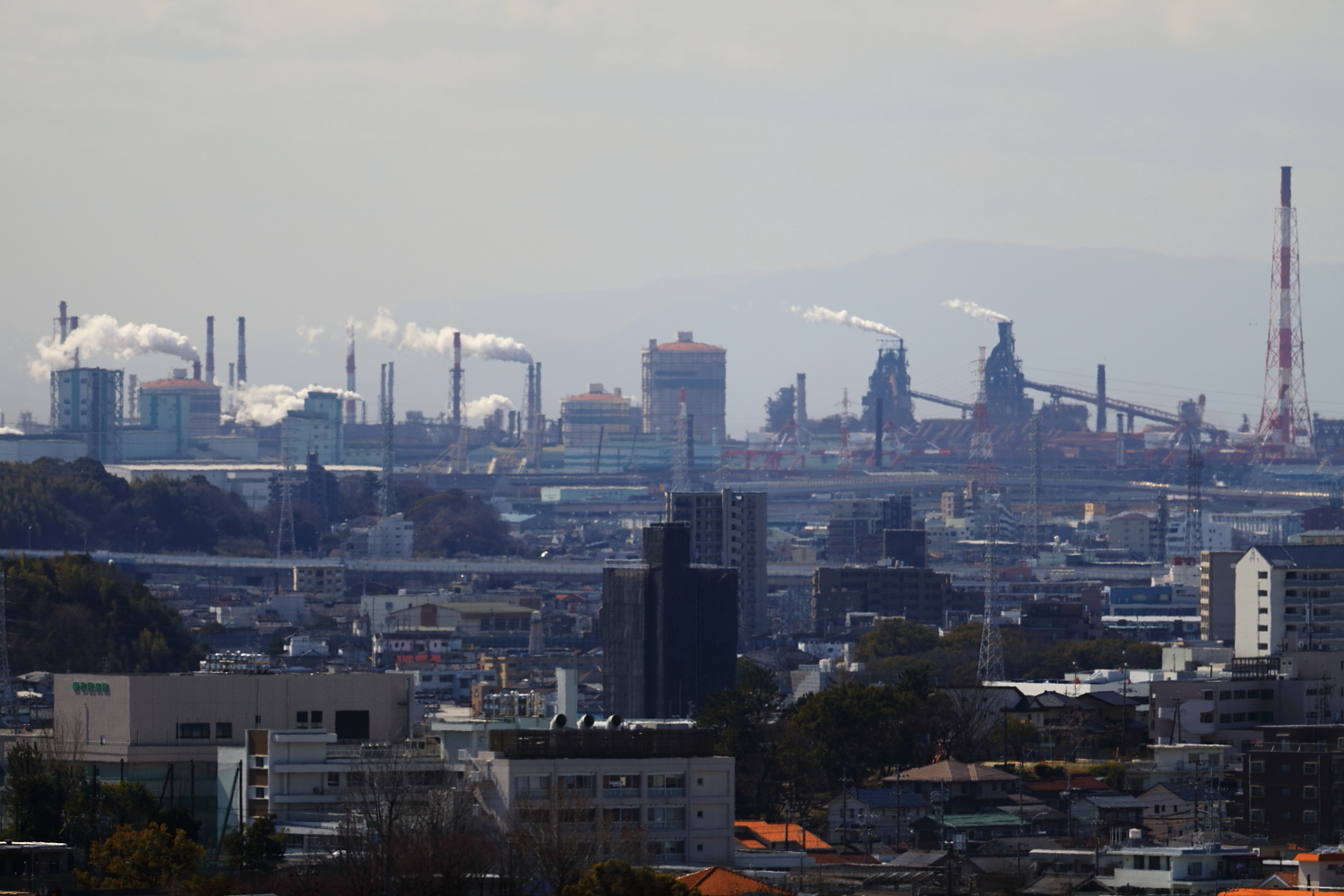
遠景（名古屋市緑区の滝の水公園より、2019年3月）

名古屋港に面する愛知県東海市東海町5-3に所在する。敷地面積は約623万m²（約189万坪、東京ドーム130個分）、従業員数は3､246人となっている（2021年3月31日時点）。高炉は2基あり、年間の粗鋼生産量は約600万トン（日本で第7位）。
中部地方唯一の銑鋼一貫製鉄所であり、トヨタ自動車など工業の街・中部を支えている。
2003年9月3日の爆発事故によって一時的に生産量が衰えた際には、自動車メーカーや機械類を製造する工場は生産ラインの一時停止や関西などからの緊急的な鉄鋼調達に追われた。

### 生産品
- 薄板
  - 熱延鋼板・冷延鋼板・亜鉛めっき鋼板・塗装鋼板など
- 厚板
  - 耐候性鋼板・高張力鋼板など
- 鋼管
  - 小径・中径電縫鋼管

## 沿革
- 1958年（昭和33年）9月1日 - 富士製鐵や愛知県などの周辺自治体、トヨタ自動車を中心とする中部地方の財界が共同出資で東海製鐵株式會社を設立。
- 1960年（昭和35年）7月23日 - 起工式を開催。
- 1961年（昭和36年）10月28日 - 冷延工場操業開始。
- 1963年（昭和38年）6月22日 - 熱延工場操業開始。
- 1964年（昭和39年）9月5日 - 第1高炉竣工、火入れ。
- 1967年（昭和42年）
  - 6月6日 - 第2高炉竣工、火入れ。
  - 8月1日 - 東海製鐵が富士製鐵に合併、同社の名古屋製鐵所として発足。
- 1969年（昭和44年）4月5日 - 第3高炉竣工、火入れ。
- 1970年（昭和45年）
  - 12月 - 第1高炉火入れ、第二次操業開始。
  - 3月31日 - 新日本製鐵株式會社発足、同社の名古屋製鐵所となる。
- 1971年（昭和46年）4月1日 - 新日本製鐵が富士三機鋼管を合併、同社の名古屋工場を統合、鋼管製造開始。
- 1972年（昭和47年）12月 - 第2高炉火入れ、第二次操業開始。
- 1974年（昭和49年）12月 - 第3高炉火入れ、第二次操業開始。
- 1977年（昭和52年）6月 - 第1高炉吹き止め。
- 1979年（昭和54年）
  - 3月26日 - 第1高炉火入れ、第三次操業開始。
  - 4月13日 - 第2高炉吹き止め、後に解体。
- 1984年（昭和59年）12月 - 第3高炉火入れ、第三操業開始。
- 1990年（平成2年）
  - 4月 - 東海共同発電（株）発電設備完成。
  - 7月1日 - メタル担体工場が操業開始。
- 1992年（平成4年）
  - 1月12日 - 第1高炉吹き止め。
  - 5月6日 - 第1高炉火入れ、第四次操業開始。
- 2000年（平成12年）4月 - 第3高炉火入れ、第四次操業開始。
- 2003年（平成15年）9月3日 - ガスホルダー爆発炎上事故が発生。
- 2006年（平成18年）7月1日 - メタル担体工場を新日鉄マテリアルズに譲渡。
- 2007年（平成19年）
  - 2月1日 - 第1高炉吹き止め。
  - 4月25日 - 第1高炉火入れ、第五次操業開始。
- 2010年（平成22年）3月12日 - 午前10時30分頃、厚板工場にて労働災害発生。1人死亡、1人重体。
- 2012年（平成24年）10月1日 - 新日本製鐵と住友金属工業が合併し新日鐵住金が発足、同社の名古屋製鐵所となる。
- 2014年（平成26年）9月3日 - 午後0時35分頃、石炭塔で異常燃焼事故が発生。15人が負傷。
- 2019年（平成31年）4月1日 - 新日鐵住金が日本製鉄へ商号変更したことに伴い、日本製鉄名古屋製鉄所となる。

## 専用線
名古屋製鉄所の構内から名古屋臨海鉄道の名古屋南貨物駅へ続く専用線が存在する。この専用線は、コンテナによる製品の発送や、製鉄の副原料として使用される石灰石搬入のために使用されている。

## 諸問題

### 高アルカリ水の海洋への漏出
2010年1月、名古屋製鐵所から水質汚濁防止法で定められた基準（水素イオン濃度(pH)5〜9）を大幅に上回る高濃度のアルカリ水（pH 12.1〜12.3）が、名古屋港に漏出しているのが見つかった。同製鐵所の敷地内には、護岸ブロック付近で埋め立て材としてスラグ（鉱滓）が使われていたが、これが雨水などと混合してアルカリ化し、岸壁に入っていた亀裂から漏出した模様である。名古屋海上保安部は同年11月1日に、同製鐵所で水質検査などを担当していた男性社員ならびに新日鐵本社を同法違反容疑で書類送検した。

### 鉄粉・粉塵被害
名古屋製鐵所から製造過程で発生する鉄粉・粉塵により住宅や自動車などに被害があると東海市市民から非常に多くの苦情が発生している。人害への影響や公害・環境問題の観点からもこれはかなり深刻な問題だが、新日本製鐵や東海市はこれに対して未だに対策をしていない。

### 相次ぐ事故
2014年1月17日、所内の自家発電所で電気系統が不具合を起こし停電が発生、この停電の影響でコークス炉ガスを次工程に送るためのガス排送関連設備についても停止したため、コークス炉ガスを無害化するためにコークス炉上で燃焼（燃焼放散）させ、その際大量に発煙する事故が起きた。さらに3日後、この事故の復旧過程で別の電気系統も過電流で不具合を起こし、同様にコークス炉ガスの燃焼放散を実施したため大量に発煙する事故が起きた。なお、いずれの事故も死者・負傷者は発生していない。
2014年7月27日、4回目の停電が起き、再度黒煙が噴出。
2014年9月3日に製鉄所内の第1コークス炉で、黒煙が上がり、いったん収まった後に爆発が発生し、15人が重軽傷を負う事故となった。
2014年9月4日、愛知県警が業務上過失傷害容疑で実況見分を行った。同日、愛知労働局や愛知県防災局と環境部、総務省消防庁、東海市消防本部なども合同で立ち入り調査を行った。
新日鉄住金では、2014年8月上旬に、東海市からの再発防止要請を受け、社外有識者を含めた一連の事故についての対策委員会を設置して、10月末をめどに再発防止策をまとめることになっていたが、原因および再発防止策の発表は予定より約1ヶ月遅れの2014年11月25日にずれ込んだ。